# Pouldreuzic
Pouldreuzic (en bretó Pouldreuzig) és un municipi francès, situat a la regió de Bretanya, al departament de Finisterre. L'any 2006 tenia 1.814 habitants.

## Demografia
| 1962                                       | 1968  | 1975  | 1982  | 1990  | 1999  |  |
| ------------------------------------------ | ----- | ----- | ----- | ----- | ----- |  |
| 2.278                                      | 2.232 | 2.141 | 2.024 | 1.854 | 1.814 |  |
| Des de 1962: població sense dobles comptes |       |       |       |       |       |  |

## Administració
| Període   | Identitat                | Partit |
| --------- | ------------------------ | ------ |
| 2001-2008 | Ambroise Guellec         | UDF    |
| 2008-     | Marie Thérèse Gourlaouen |        |

## Personatges il·lustres
- Per-Jakez Hélias, poeta i escriptor.
- Jean-Jacques Hénaff, industrizal.
- Ambroise Guellec, alcalde de Pouldreuzic i antic ministre.